# Jorcks Passage
Jorcks Passage er en passagebygning mellem Vimmelskaftet (Strøget) og Skindergade i København. Passagen, der blev bygget 1893-95 efter tegninger af arkitekt Vilhelm Dahlerup, er opkaldt efter  bygherren, sukkervarefabrikant Reinholdt W. Jorck (1832-1909). Indtil ibrugtagningen af Hovedcentralen i Nørregade i 1910 havde Københavns telefoncentral (KTAS) til huse her, og fra et stort stativ på bygningens tag udgik tusinder af luftledninger til de nærmestboende abonnenter. I 1922-23 blev Danmarks Radio etableret her.

## Galleri
- Wikimedia Commons har flere filer relateret til Jorcks Passage

- Facade mod Strøget.
- Facade mod Skindergade
- Passagen før glasoverdækningen
- Reinholdt W. Jorck

55°40′44″N 12°34′26.7″Ø / 55.67889°N 12.574083°Ø